# Академия горных наук Украины
Академия горных наук Украины (АГНУ) — общественная научная организация в области горного дела в городе Кривой Рог.

## Характеристика
Создана в феврале 1991 года в городе Кривой Рог.
На 2001 год имела 8 специализированных и 14 региональных отделений, 2 научных центра (Днепропетровский, Донбасский), 1 научно-технологический центр «Подземиндустрия», в которых работают более 150 штатных и 200 внештатных сотрудников, в том числе 134 доктора наук. Имеет 47 действительных и 99 членов-корреспондентов. За 10 лет выполнено более 500 научно-исследовательских и опытно-конструкторских работ, суммарный экономический эффект от их внедрения составляет более 1 млрд грн. За разработку и внедрение передовой техники и новых технологий 15 членов Академии получили Государственной премии Украины в области науки и техники.
Академия имеет издательство «Минерал», в котором опубликовано более 30 монографий и учебных пособий. Издаётся журнал «Ведомости Академии горных наук Украины». Предполагается создание отделения «Высшее горное и металлургическое образование».
На 2021 год насчитывалось 250 (+8 почётных) членов, в том числе 26 иностранных, 114 академиков, 136 членов-корреспондентов, 164 доктора наук, 86 кандидатов наук. Имеет 3 научно-производственных комплекса, 11 коллективных членов.
Поддерживает связи с учёными-горняками в ряде стран мира.

## Президенты
- Бызов Владимир Фёдорович (1991—2011);
- Вилкул Юрий Григорьевич (с 2011).